# Relaxine

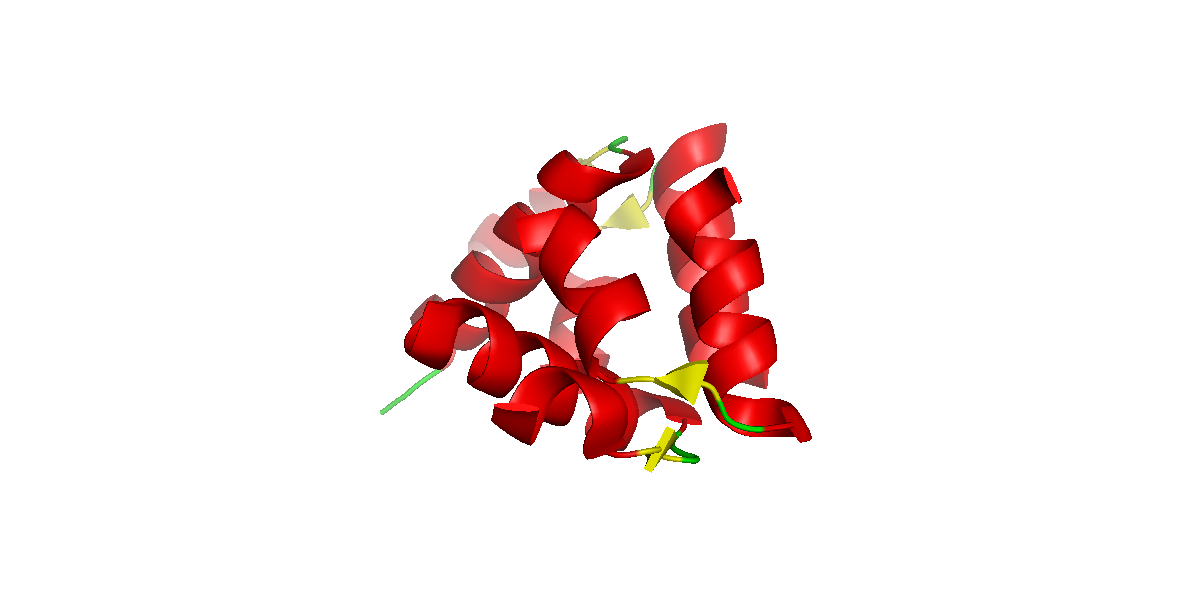
Représentation de la structure de la relaxine générée via le logiciel PyMOL

La relaxine est une hormone peptidique sécrétée par les ovaires, le tissu mammaire, ou encore le placenta au cours des semaines précédant l'accouchement.
Elle provoque alors l'assouplissement et la relaxation de l'utérus, des ligaments pelviens et de la symphyse pubienne, ce qui facilitera l'expulsion du bébé. Elle est présente également dans le sperme où elle favorise la progression des spermatozoïdes dans les voies génitales de la femme. La relaxine spermatique est sécrétée par la prostate.
Elle a également un effet vasodilatateur et son utilisation en tant que médicament de l'insuffisance cardiaque est en cours de test, soit sous forme native, soit sous forme de serelaxine, recombinant de la relaxine-2 humaine.